# Masjön, Skåne
Masjön är en sjö i Hässleholms kommun i Skåne och ingår i Helge ås huvudavrinningsområde.